# Carolina Benedicks-Bruce
Carolina Maria Benedicks-Bruce (ur. 28 października 1855 w Sztokholmie, zm. 16 lutego 1935 na Gotlandii) – szwedzka rzeźbiarka i malarka, żona kanadyjskiego malarza Williama Blaira Bruce'a. W ich domu Brucebo na wyspie Gotlandia znajduje się muzeum i azyl dla artystów szwedzkich i kanadyjskich.   

## Życiorys

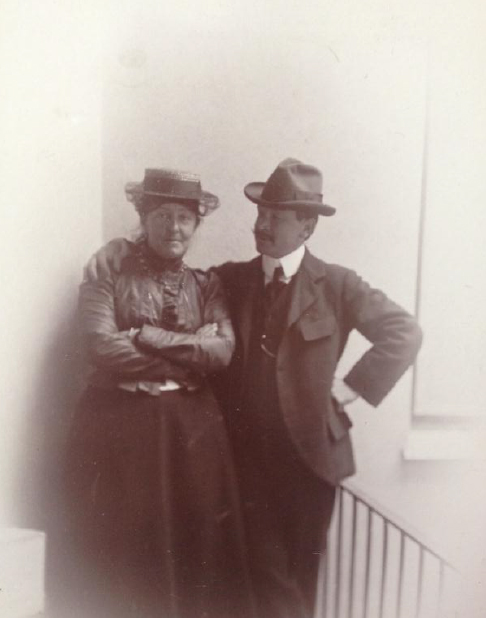
Carolina Benedicks-Bruce i William Blair Bruce

Carolina Benedicks urodziła się w bogatej rodzinie, jako córka Edwarda Ottona Benedicksa i Caroliny Charlotty Cantzler . Jej dziadek ze strony ojca, który wyemigrował z Saksonii, kupił młyn w Gysinge w latach dwudziestych XIX wieku i stał się jednym z najbogatszych ludzi w Szwecji. Rodzina jej matki również wyemigrowała z Niemiec pod koniec XVIII w. Babka Sofia Magdalena Cantzler i bracia matki Johan Cantzler i Axel Leopold Cantzler byli uzdolnieni artystycznie. Jej bratem był Gustaf Benedicks.

### Edukacja
Pobierała naukę w szkole malarza Augusta Malmströma. W 1881 roku, jako trzecia kobieta w historii uczelni, rozpoczęła naukę w niższej klasie rzeźby Szwedzkiej Królewskiej Akademii Sztuki. Jednym z jej nauczycieli był John Börjeson  .

### Pobyt we Francji
W 1885 r. wyjechała do Francji, gdzie uczyła się w Akademii Colarossiego. Rysunku uczyła się u Gastona Rodrigueza i została studentką profesora Alexandra Falguièra. Latem 1885 r. odwiedziła kolonię artystów w Grez-sur-Loing, w regionie Île-de-France, niedaleko Paryża. Tam poznała kanadyjskiego malarza Williama Blaira Bruce'a i kilka miesięcy potem zaręczyli. 

### Powrót do Szwecji
W 1888 r. poślubiła w Sztokholmie Williama Bruce'a. Mieszkali w Paryżu, Grez i Rzymie, mieli też letni dom w Brucebo na wyspie Gotlandia. Odbyli wspólnie podróże do Laponii, Dalarny i Kanady. Na Gotlandii kupili dom w wiosce rybackiej Själsö z otaczającym terenem, na którym powstał nowy dom wg projektu Williama. Każde z małżonków miało w nim osobną pracownię. Po śmierci Williama w 1906 r. na zawał serca, Benedicks-Bruce spędzała tam większość czasu. Zmarła w swoim domu w 1935 r. i została pochowana obok męża na cmentarzu w Väskinde, na Gotlandii .
Zgodnie z wolą Caroliny Benedicks-Bruce dom w Brucebo przeznaczony został na muzeum jej i Williama, którym zarządza Brucebostiftelsen. Corocznie przyznawane są stypendia artystom szwedzkim i kanadyjskim, w ramach którego mogą mieszkać i tworzyć w domu położonym na terenie posiadłości. Stypendiami zarządza Wydział Sztuk Pięknych Uniwersytetu Concordia i Kungliga Konsthögskolan.

## Twórczość
Carolina Benedicks była przede wszystkim rzeźbiarzem, ale pracowała również z akwarelami i akwafortą, malując głównie zwierzęta i krajobrazy. Jej rzeźby były pod silnym wpływem stylu francuskiego z lat 70. i 80. XIX wieku. Uczestniczyła w corocznych wystawach artystów w Paryżu, Salon des artistes français, organizowanych przez Société des Artistes Français, podczas których wystawiła około dziesięciu rzeźb. Wystawiała także rzeźby i obrazy podczas Salonów Niezależnych organizowanych przez Société des artistes indépendants.
Jej rzeźbiarskim debiutem była grupa L’amie de la famille (Apa och katter), którą wysłała z Rzymie w 1890 r. W 1893 r. otrzymała wyróżnienie za Baigneur blessé (Den sårade badaren). Pierwszy raz w salonie w Paryżu jej prace zostały wystawione w 1899 r. Zaprezentował wtedy swoją rzeźbę L'Obsédé (Den besatte), przedstawiająca starszy mężczyznę z kobietą na plecach i bogiem miłości Amorem siedzącym na ziemi. W 1900 r. brała udział w paryskiej wystawie Exposition universelle de 1900, gdzie otrzymała brązowy medal  .  
Na uwagę zasługuje także jej popiersie francuskiego malarza Édouarda Josepha Dantana (Buste d’Édouard Dantan) i wykonane w brązie popiersie Michała Anioła, jako zamyślonego zwykłego człowieka pracującego nad swoim dziełem. W 1903 r. rząd francuski kupił akwarelę Canards sur l’eau (Vildänder i vatten) . W 1897 r. ukończyła rzeźbę Självporträtt med maken przedstawiającą artystkę z mężem stojącym za nią i patrzącym przez ramię. William stoi w jej cieniu z lekko rozmazanymi rysami, podczas gdy Benedicks-Bruce ukazana jest główną postacią z bardzo szczegółowymi detalami twarzy i lekko otwartymi ustami.

## Galeria

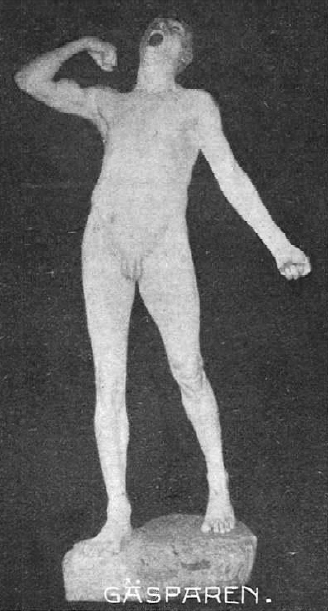
Rzeźba Séance finie Caroliny Benedicks-Bruce
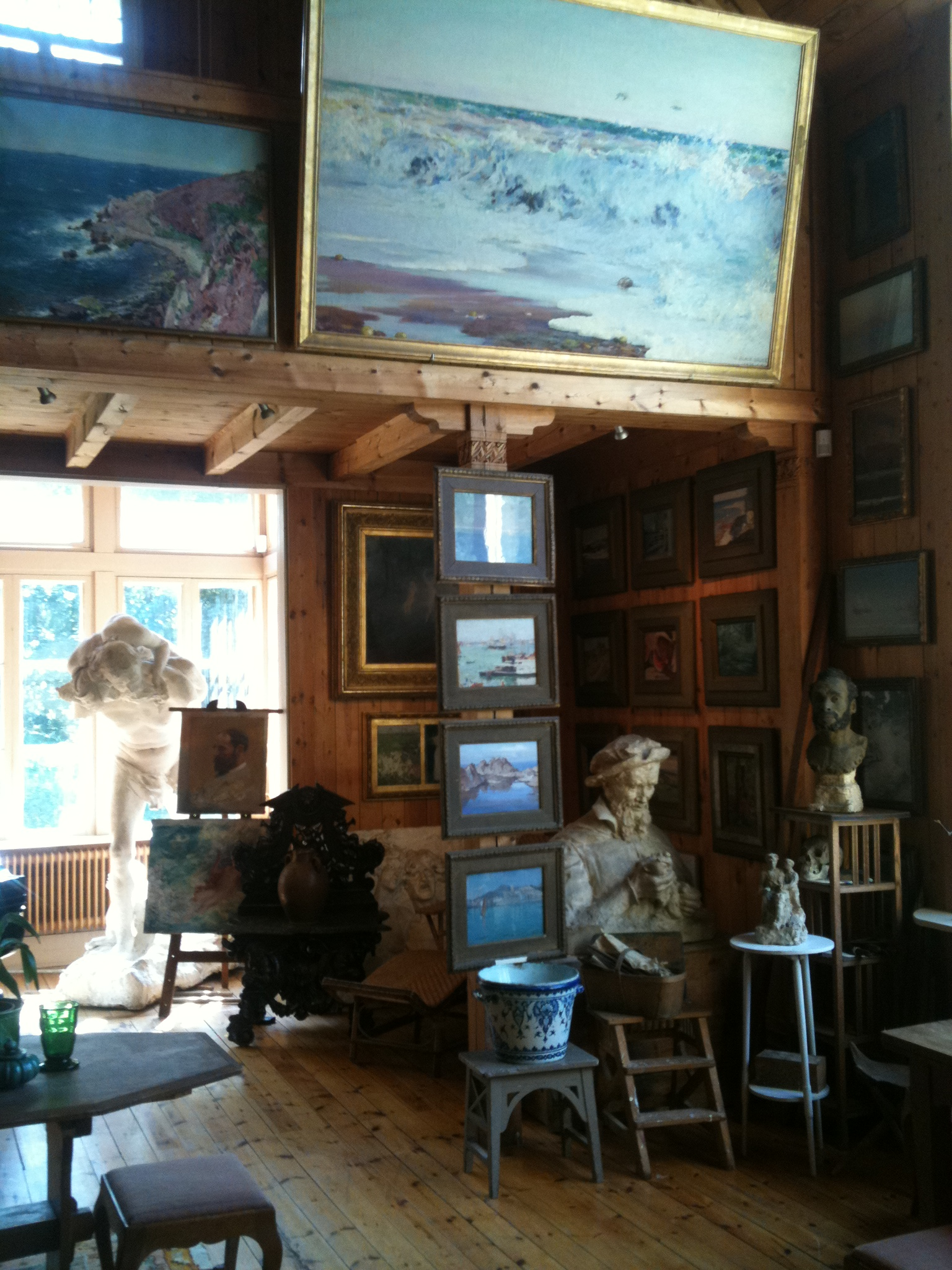
Pracownia Caroliny Benedicks-Bruce w Brucebo
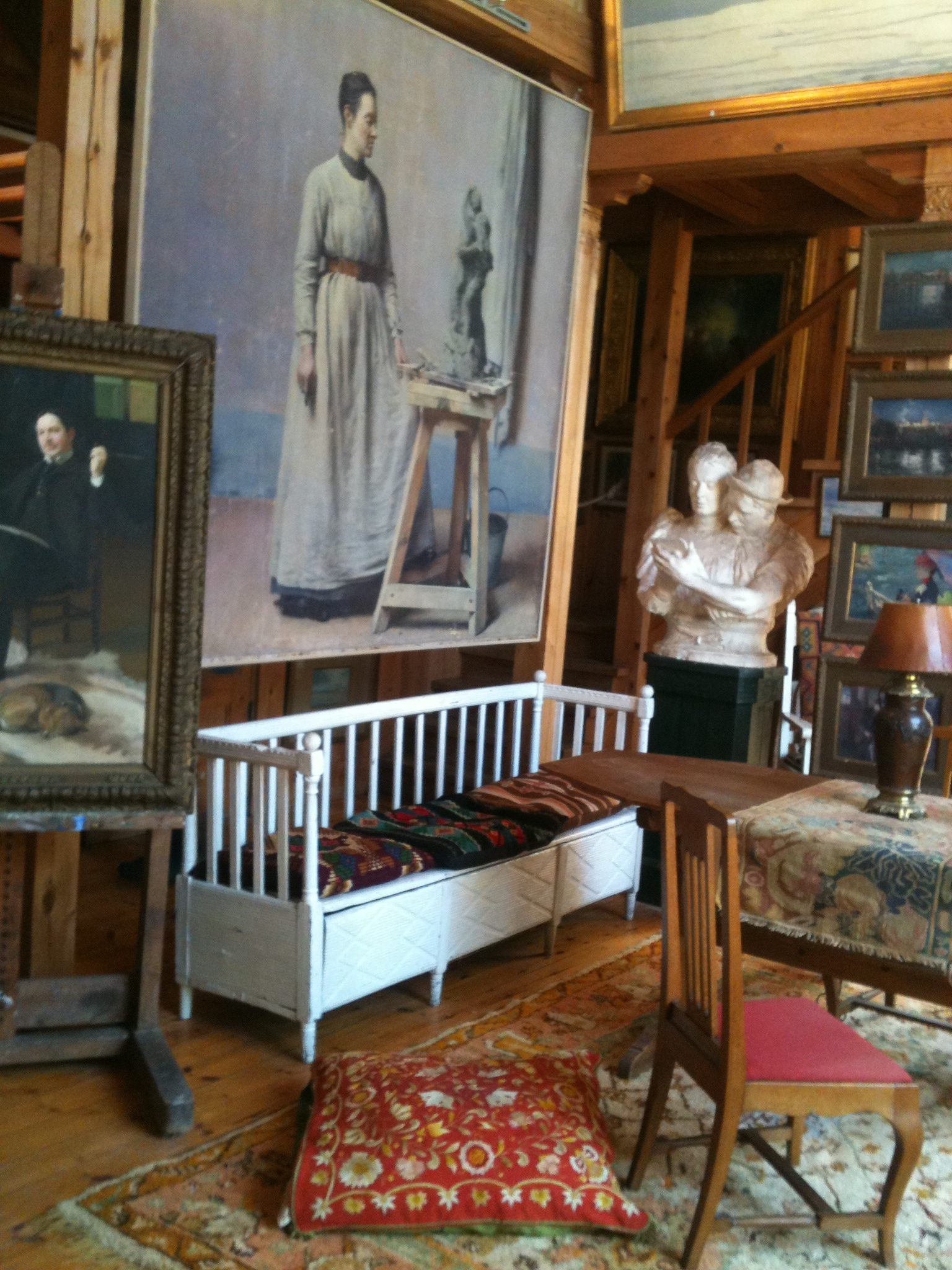
Pracownia Caroliny Benedicks-Bruce w Brucebo
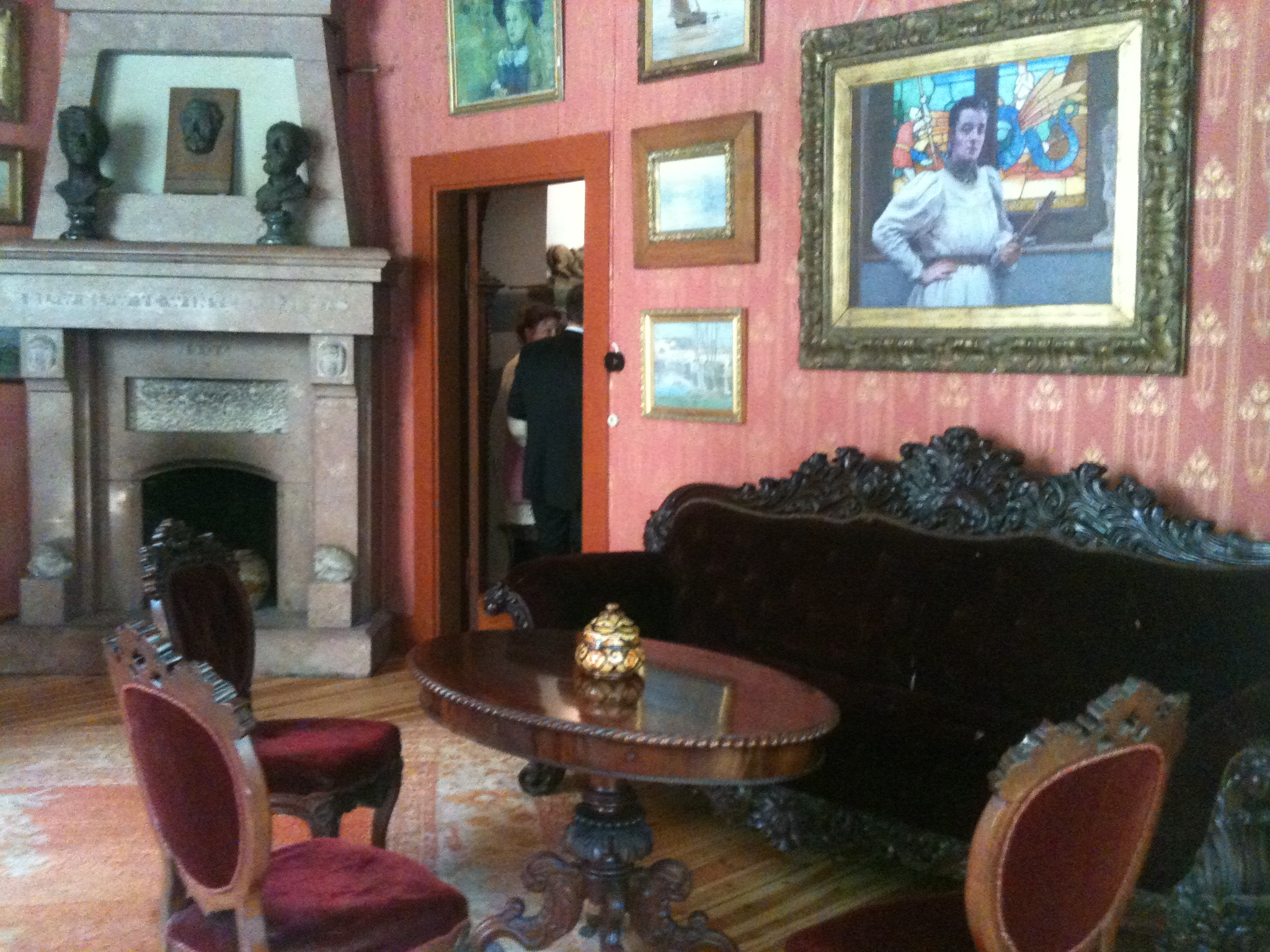
Portret Caroliny Benedicks-Bruce w Brucebo autorstwa Williama Bruce'a